# ベーベル・バス
ベーベル・バス（ベアベル・バース、ドイツ語: Bärbel Bas [bɛʁbl̩ baːs]、1968年5月3日 - ）は、ドイツの政治家。2021年から2025年まで、ドイツ連邦議会議長を務めた。ドイツ社会民主党（SPD）所属。

## 経歴
デュースブルクのヴァルズム地区で生まれる。1984年に中等教育を修了。1985年から1987年までデュースブルク交通会社（DVG）で事務員として職業教育を受け、その後2001年まで同社で働いた。さらに2002年以降は健康保険会社で勤務している。

### 政治活動
1988年にドイツ社会民主党（SPD）に入党。1990年から1998年まで党青年部（ユーゾー）のデュースブルク地区委員長を務めた。また、1994年から2002年まではデュースブルク市議会議員を務めている。
2009年ドイツ連邦議会選挙に立候補し、初当選。2013年連邦議会選、2017年連邦議会選、2021年連邦議会選でも当選し、連続当選を重ねてきている。
2021年10月26日、724票のうち576票の賛成票を獲得し、ドイツ連邦議会議長に選出された。